# Mali Ialoman
Mali Ialoman (en rus: Малый Яломан) és un poble de la república de l'Altai, a Rússia, que el 2016 tenia 219 habitants, pertany al districte d'Ongudai.